# آرزه
آرزه (به ایتالیایی: Arese) یک کومونه در ایتالیا است که در استان میلان واقع شده‌است.

## خصوصیات
آرزه ۶٫۵ کیلومترمربع مساحت و ۱۹٬۲۳۵ نفر جمعیت دارد و ۱۶۰ متر بالاتر از سطح دریا واقع شده‌است.

## خواهرخوانده
شهرهای مشونماگروور و کامپولیتو خواهرخوانده‌های آرزه هستند.